# Doraemon: Nobita no kyōryū
Série
Doraemon: Nobita no uchū kaitakushi
(1981)
Pour plus de détails, voir Fiche technique et Distribution.
Doraemon: Nobita no kyōryū (ドラえもん のび太の恐竜, littéralement « Doraemon : Le Dinosaure de Nobita ») est un film d'animation japonais réalisé par Hiroshi Fukutomi, sorti en 1980. Le film est le premier d'une longue série mettant en scène le personnage de Doraemon.

## Synopsis
Suneo montre un fossile de dinosaure à tout le monde sauf à Nobita. En colère, celui-ci affirme qu'il va trouver un dinosaure vivant !

## Fiche technique
- Titre : Doraemon: Nobita no kyōryū
- Titre original : ドラえもん のび太の恐竜
- Titre anglais : Doraemon: Nobita's Dinosaur
- Réalisation : Hiroshi Fukutomi
- Scénario : Seiji Matsuoka (ja) et Fujiko F. Fujio d'après son manga
- Musique : Shunsuke Kikuchi
- Photographie : Katsuji Misawa
- Montage : Kazuo Inoue et Seiji Morita
- Production : Sōichi Besshi (ja) et Sankichirō Kusube (ja)
- Société de production : Shin-Ei Animation et Shōgakukan
- Société de distribution : Tōhō
- Pays :  Japon
- Format : couleur - 1,85:1 - 35 mm
- Genre : animation, aventure et science-fiction
- Durée : 93 minutes
- Dates de sortie : 
  - Japon : 15 mars 1980[1]
  - France : 1980[réf. nécessaire]

## Doublage
- Nobuyo Ōyama : Doraemon
- Noriko Ohara : Nobita Nobi
- Michiko Nomura : Shizuka Minamoto
- Kaneta Kimotsuki : Suneo Honegawa
- Kazuya Tatekabe : Takeshi Goda

## Box-office
Le film a rapporté 25 millions de dollars au box-office $25 million.